# La Chapelle-d'Angillon

La Chapelle-d'Angillon este o comună în departamentul Cher, Franța. În 1 ianuarie 2022 avea o populație de 610 de locuitori.